# Louise Schroeder
Louise Dorothea Sophie Schroeder (ur. 2 kwietnia 1887 w Altonie, zm. 4 czerwca 1957 w Berlinie) – niemiecka polityk socjaldemokratyczna, aktywistka stowarzyszenia opieki społecznej nad robotnikami Arbeiterwohlfahrt, jedna z pierwszych kobiet wybranych w 1919 roku do Zgromadzenia Narodowego (niem. Weimarer Nationalversammlung), posłanka do Reichstagu (1920–1933), pierwsza kobieta piastująca urząd nadburmistrza Berlina (1947–1948), burmistrz Berlina (1946–1951), posłanka do Bundestagu (1949–1957).

## Życiorys
Louise Schroeder urodziła się 2 kwietnia 1887 roku w hamburskiej Altonie w rodzinie robotniczej jako najmłodsze z ośmiorga dzieci. Po skończeniu szkoły średniej dla dziewcząt w Altonie (1893–1901), kontynuowała naukę dzięki wsparciu finansowym starszego rodzeństwa w szkole handlowej w Hamburgu (1901–1902). W latach 1902–1908 pracowała najpierw jako stenotypistka, a później jako osobista sekretarka w europejskim towarzystwie ubezpieczeniowym. Nauczyła się tam dwóch języków obcych: angielskiego i francuskiego.
W 1910 roku wstąpiła do Socjaldemokratycznej Partii Niemiec (niem. Sozialdemokratische Partei Deutschlands, SPD). Od 1918 roku pracowała w urzędzie opieki społecznej w Altonie. W 1919 roku razem z Marie Juchacz (1879–1956) i innymi aktywistkami społecznymi założyła stowarzyszenie opieki społecznej nad robotnikami Arbeiterwohlfahrt (AWO). Przewodniczyła komisji ds. opieki społecznej nad robotnikami w Szlezwiku-Holsztynie od 1922 do 1933 roku, kiedy to działalność komisji została zakazana. W latach 1925–1933 pracowała jako nauczycielka w szkole opieki społecznej nad robotnikami w Berlinie, którą współzałożyła. Prowadziła również zajęcia w tamtejszej Wyższej Szkole Polityki.
W 1919 roku jako najmłodszy członek frakcji SPD i pierwsza kobieta została wybrana do Zgromadzenia Narodowego (niem. Weimarer Nationalversammlung), a w latach 1920–1933 była posłem do Reichstagu. Jej parlamentarnym mentorem był Paul Löbe (1875–1967), z którym konsultowała się w sprawach decyzji politycznych. W 1919 roku oraz w latach 1929–1933 była członkiem Zgromadzenia Miejskiego Altony (niem. Altonaer Stadtversammlung).
Schroeder walczyła o objęcie opieką matek z dziećmi oraz młodzieży i poprawę systemu zdrowotnego, broniła ośmiogodzinnego dnia pracy, podnosiła kwestie równości wobec prawa niezamężnych matek i nieślubnych dzieci, a także zwracała uwagę na sytuację prostytutek.
Po dojściu Hitlera i nazistów do władzy w 1933 roku, głosowała przeciwko tzw. Ermächtigungsgesetz – ustawie upoważniającej (ustawa o pełnomocnictwach), która nadawała Rządowi Rzeszy prawo wydawania rozporządzeń z mocą ustawy, bez udziału parlamentu. Po rozwiązaniu AWO i delegalizacji SPD, Schroeder została pozbawiona pracy. Odmówiono jej zasiłku dla bezrobotnych. Była podejrzewana o zdradę stanu (niem. Hochverrat), musiała regularnie meldować się na policyjnym komisariacie, a jej mieszkanie było wielokrotnie poddawane rewizjom.
W 1934 roku Schroeder otworzyła w Hamburgu filię piekarni. Od 1939 roku pracowała jako sekretarka i asystentka w firmie budowlanej w Berlinie, która w 1944 roku oddelegowała ją do Danii, gdzie doczekała końca wojny.
W 1946 roku Schroeder została jednym z trzech przewodniczących berlińskiego stowarzyszenie opieki społecznej nad robotnikami Arbeiterwohlfahrt oraz wiceprzewodniczącą berlińskiej SPD. W 1946 roku została wybrana na burmistrza Berlina i na trzeciego zastępcę nadburmistrza miasta Otto Ostrowskiego (1883–1963). Objęła wszystkie resorty społeczne, łącznie z organizacją zaopatrzenia w żywność i opał. Po dymisji Ostrowskiego, 8 maja 1947 roku objęła stanowisko nadburmistrza Berlina. W czerwcu 1947 roku na nadburmistrza został wybrany Ernst Reuter (1889–1953). Ponieważ nie mógł on jednak objąć stanowiska z uwagi na weto sowieckie, Schroeder sprawowała urząd nadburmistrza komisarycznie do grudnia 1948 roku. Była pierwszą i dotychczas (2017) jedyną kobietą sprawującą ten urząd. Pod koniec sierpnia 1948 roku Schroeder ciężko zachorowała, a jej obowiązki na trzy i pół miesiąca przejął polityk CDU Ferdinand Friedensburg (1886–1972). Był to politycznie ciężki czas sowieckiej blokady zachodnich sektorów Berlina i początki podziału miasta. Schroeder bezskutecznie apelowała o utrzymanie jedności Berlina. Po zwycięstwie SPD w wyborach w 1948, nadburmistrzem został Ernst Reuter, a Schroeder jego zastępczynią – funkcję tę sprawowała do 1951 roku.
W latach 1946–1950 Schroeder była współwydawcą pisma „Das Sozialistische Jahrhundert”. W latach 1948–1950 była członkiem berlińskiej rady miejskiej (niem. Stadtverordnetenversammlung), a w latach 1951–1952 Izby Deputowanych w Berlinie. W latach 1948–1949 przewodniczyła Stowarzyszeniu Miast Niemiec (niem. Deutscher Städtetag). W latach 1948–1967 zasiadała w zarządzie SPD.
W 1949 roku jej kandydatura była dyskutowana w SPD i w mediach w kontekście wyboru Prezydenta Niemiec, jednak to Kurt Schumacher (1895–1952) zdobył głosy, a Schroeder w końcu musiała go poprzeć.
W latach 1949–1957 była posłem do Bundestagu, a w 1950 roku została oddelegowana przez zarząd SPD do Zgromadzenia Parlamentarnego Rady Europy w Strasburgu. W latach 1952–1954 zasiadała w prezydium Niemieckiego Czerwonego Krzyża.

## Nagrody i odznaczenia

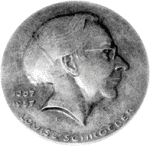
Medal im. Louise Schroeder

- 1949: Złoty Medal miasta Paryża[1][2]
- 1949: honorowe członkostwo Stowarzyszenia Miast Niemiec (niem. Deutscher Städtetag)[3]
- 1952: Order Zasługi Republiki Federalnej Niemiec – Wielki Krzyż Zasługi z Gwiazdą[1]
- 1957: honorowe obywatelstwo miasta Berlina (przyznane pierwszej kobiecie)[4][1]

## Upamiętnienie
W 1998 roku na wniosek parlamentarzystów Izby Deputowanych w Berlinie ufundowano medal im. Louise Schroeder przyznawany corocznie za działalność na rzecz demokracji, pokoju, sprawiedliwości społecznej oraz równouprawnienia kobiet i mężczyzn.